# Pogonocherus
Genre

## Espèces présentes en Europe
- Pogonocherus anatolicus Daniel 1898
- Pogonocherus caroli Mulsant 1862
- Pogonocherus creticus Kratochvil 1985
- Pogonocherus decoratus Fairmaire 1855
- Pogonocherus eugeniae Ganglbauer 1891
  - Pogonocherus eugeniae eugeniae Ganglbauer 1891
  - Pogonocherus eugeniae taygetanus Pic 1903
- Pogonocherus fasciculatus (De Geer 1775)
- Pogonocherus hispidulus (Piller & Mitterpacher 1783)
- Pogonocherus hispidus (Linnaeus 1758)
- Pogonocherus marcoi Sama 1993
- Pogonocherus neuhausi Müller 1916
- Pogonocherus ovatus (Goeze 1777)
- Pogonocherus perroudi Mulsant 1839
  - Pogonocherus perroudi brevipilosus Holzschuh 1992
  - Pogonocherus perroudi perroudi'' Mulsant 1839
- Pogonocherus plasoni Ganglbauer 1884
- Pogonocherus sieversi Ganglbauer 1886
- Pogonocherus sturanii Sama & Schurmann 1982

## Liste des sous-genres
Selon Catalogue of Life (26 août 2014) :
- Pogonocherus anatolicus
- Pogonocherus arizonicus
- Pogonocherus caroli
- Pogonocherus cedri
- Pogonocherus creticus
- Pogonocherus decoratus
- Pogonocherus dimidiatus
- Pogonocherus ehdenensis
- Pogonocherus eugeniae
- Pogonocherus fasciculatus
- Pogonocherus hispidulus
- Pogonocherus hispidus
- Pogonocherus inermicollis
- Pogonocherus marcoi
- Pogonocherus mixtus
- Pogonocherus neuhausi
- Pogonocherus ovatus
- Pogonocherus parvulus
- Pogonocherus penicillatus
- Pogonocherus pepa
- Pogonocherus perroudi
- Pogonocherus pesarinii
- Pogonocherus pictus
- Pogonocherus pillosipes
- Pogonocherus plasoni
- Pogonocherus propinquus
- Pogonocherus ressli
- Pogonocherus sieversi
- Pogonocherus sturanii
- Pogonocherus taygetanus

Selon ITIS (26 août 2014) :
- sous-genre Pogonocherus (Pogonocherus) Dejean, 1821

Selon NCBI (26 août 2014) :
- Pogonocherus hispidulus
- Pogonocherus hispidus

Selon Paleobiology Database (26 août 2014) :
- Pogonocherus jaekeli